# LAR VII Combi
Aparatul autonom de scufundare LAR VII Combi este un aparat recirculator de respirat sub apă cu circuit mixt produs de firma Dräger AG utilizat de scafandrii de luptă, care poate funcționa în sistem închis cu oxigen și în sistem semiînchis cu amestec respirator de gaze prefabricat de tip NATO, Nitrox B (60% O2, 40% N2).

Pe timpul funcționării este posibilă comutarea între regimul de funcționare cu oxigen în circuit închis și regimul de funcționare cu amestec Nitrox în circuit semiînchis. 

Comutarea de la funcționarea cu oxigen la funcționarea cu Nitrox și de la funcționarea cu Nitrox la funcționarea cu oxigen are loc în timpul scufundării, la adâncimea de comutare prestabilită. 

Aparatul LAR VII Combi, este caracterizat printr-o amprentă magnetică și printr-o amprentă acustică corespunzătoare normelor NATO pentru aparatele utilizate în aplicațiile militare.

Specificațiile de proiectare sunt conforme cu STANAG 2897, clasa A și STANAG 1097.
| Caracteristici/Funcționare                                                                                    | Cu amestec de gaze                                           | Cu oxigen                                                    |
| --- | ------------------------------------------------------------ | ------------------------------------------------------------ |
| Tipul circuitului                                                                                             | Semiînchis                                                   | Închis                                                       |
| Tipul gazului                                                                                                 | Amestec NATO B (60% O2, 40% N2)                              | Oxigen pur                                                   |
| Tipul de alimentare cu gaz                                                                                    | Dozare constantă (5 l/min)                                   | Prin automat pulmonar                                        |
| Timp de scufundare                                                                                            | Depinde de dozare și volumul buteliei cu gaz                 | Depinde de consumul de oxigen                                |
| Adâncimea de scufundare                                                                                       | Cu amestec NATO B, maxim 24 m                                | Maxim 10 m                                                   |
| Limitele de temperatură la scufundare                                                                         | -2 ... 400C                                                  | -2 ... 400C                                                  |
| Limitele de temperatură la transport și depozitare                                                            | -30 ... 700C                                                 | -30 ... 700C                                                 |
| Capacitate calce sodată                                                                                       | 2,5 l „Dive Sorb Pro”                                        | 2,5 l „Dive Sorb Pro”                                        |
| Volum sac respirator                                                                                          | Volum flexibil de aproximativ 5,5 l                          | Volum flexibil de aproximativ 5,5 l                          |
| Greutate pe uscat                                                                                             | 15 kg                                                        | 15 kg                                                        |
| Greutate în apă                                                                                               | Greutate neutră pentru sacul respirator umflat cu 2 l oxigen | Greutate neutră pentru sacul respirator umflat cu 2 l oxigen |
| Dimensiuni (lungime × lățime × adâncime)                                                                      | 435 × 340 × 190 mm                                           | 435 × 340 × 190 mm                                           |
| Timpul maxim de scufundare este de 150 minute după care materialul absorbant (calcea sodată) trebuie schimbat |                                                              |                                                              |